# École royale supérieure de musique de Stockholm
L'École royale supérieure de musique de Stockholm (en suédois  Kungliga Musikhögskolan i Stockholm, ou KMH) est un établissement public qui dispense un enseignement professionnel de la musique. Elle a été fondée en 1771.

## Organisation
L'École royale supérieure de musique accueille environ 900 étudiants. Elle est indépendante de l’Université de Stockholm. Il est possible d’y étudier les disciplines classiques, la composition ou la pédagogie musicale, ainsi que le jazz, les musiques populaires traditionnelles suédoises et les musiques extra-européennes, au niveau bachelor et master. Le programme doctoral s’établit pour sa part en partenariat avec l'Académie Sibelius de Finlande.
Le conseil d'administration est composé de représentants d'étudiants et d'enseignants, ainsi que de représentants du monde des affaires et de la scène musicale. Le président du conseil d'administration est l'ancien directeur municipal de Stockholm, Ingela Lindh. Helena Wessman est la rectrice depuis juin 2019.
Entre 2016 et 2018, KMH est classé entre le 6e et le 11e rang mondial des écoles supérieures de musique par QS World University Rankings.

## Histoire
L'École royale supérieure de musique de Stockholm est la plus ancienne institution d'éducation musicale supérieure en Suède. Elle a été fondée à l'origine en tant que conservatoire de l'Académie royale suédoise de musique en 1771. L’enseignement régulier a toutefois commencé à partir des années 1820. L'École royale supérieure de musique s'est dissociée de l'Académie royale de musique en 1971.
L’École royale supérieure de musique de Stockholm a changé plusieurs fois de noms depuis sa fondation en 1771 :
- en 1771 : Kungliga Musikaliska Akademiens undervisningsverk (École de l'Académie royale de musique) ;
- en 1866 : Kungliga Musikkonservatoriet (Conservatoire royal de musique) ;
- en 1941 : Kungliga Musikhögskolan (École royale supérieure de musique) ;
- en 1971 : Musikhögskolan i Stockholm (École supérieure de musique de Stockholm) ;
- depuis 1994 : Kungliga Musikhögskolan i Stockholm - KMH (École royale supérieure de musique de Stockholm - KMH).

## Locaux
L'École royale supérieure de musique a des locaux au Valhallavägen 105 dans le centre-ville de Stockholm, ainsi qu'au château d'Edsberg dans la municipalité de Sollentuna. Le premier bâtiment permanent était le conservatoire de Nybrokajen 11, inauguré en 1877. En octobre 2012, Akademiska Hus a annoncé que les travaux de construction du projet d'agrandissement commenceront en 2013. Le nouveau campus a été inauguré le 26 janvier 2017.

### Premier bâtiment permanent
Le premier bâtiment permanent était le conservatoire de Nybrokajen 11, inauguré en 1877. Il accueille aujourd’hui la grande salle de l’Académie royale suédoise de musique. À Nybrokajen, l'enseignement musical supérieur s'est poursuivi jusqu'au début des années 1960, date à laquelle les locaux ont été repris par la bibliothèque de l'Académie de musique.

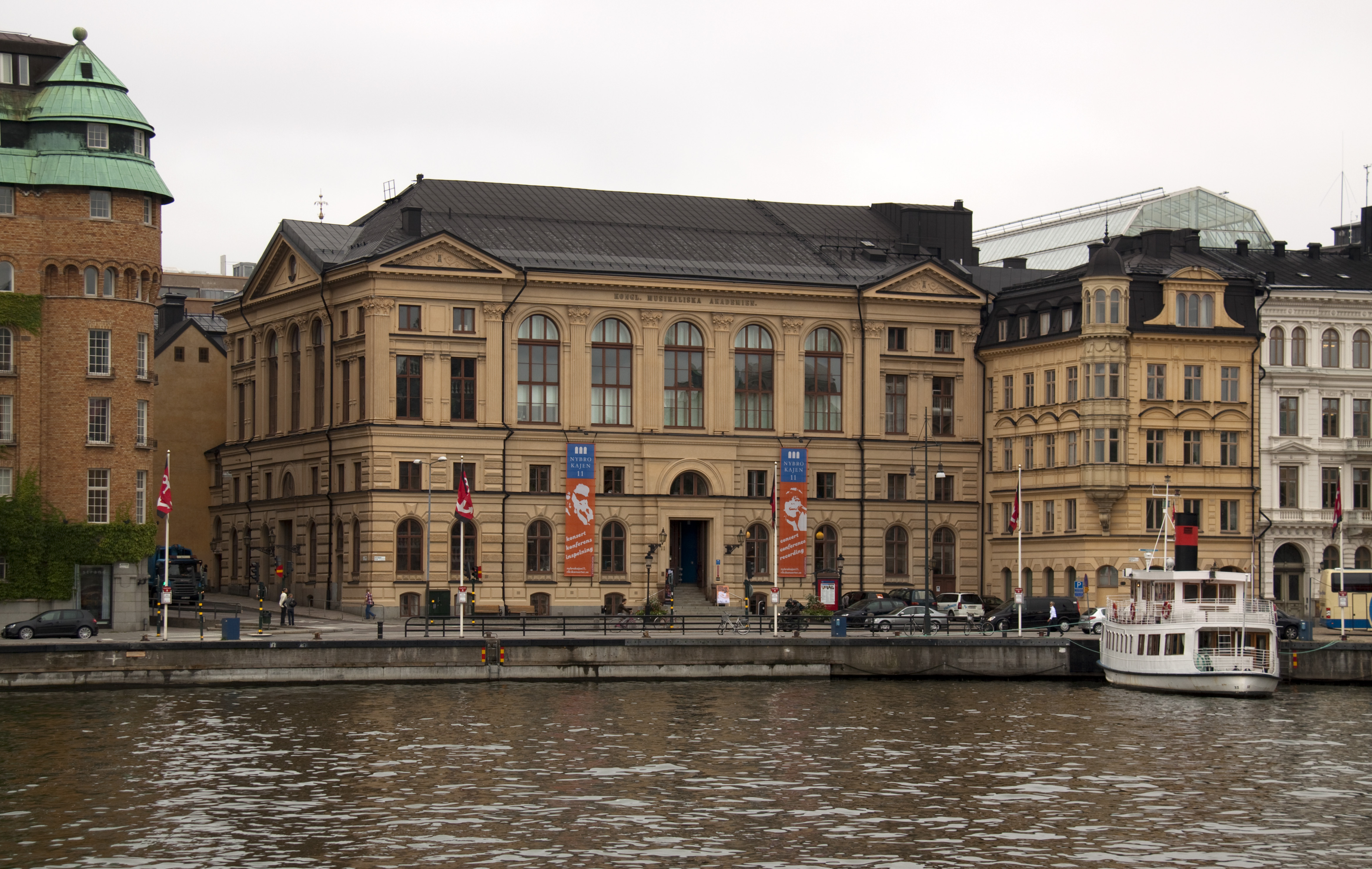
Nybrokajen 11, en 2008.
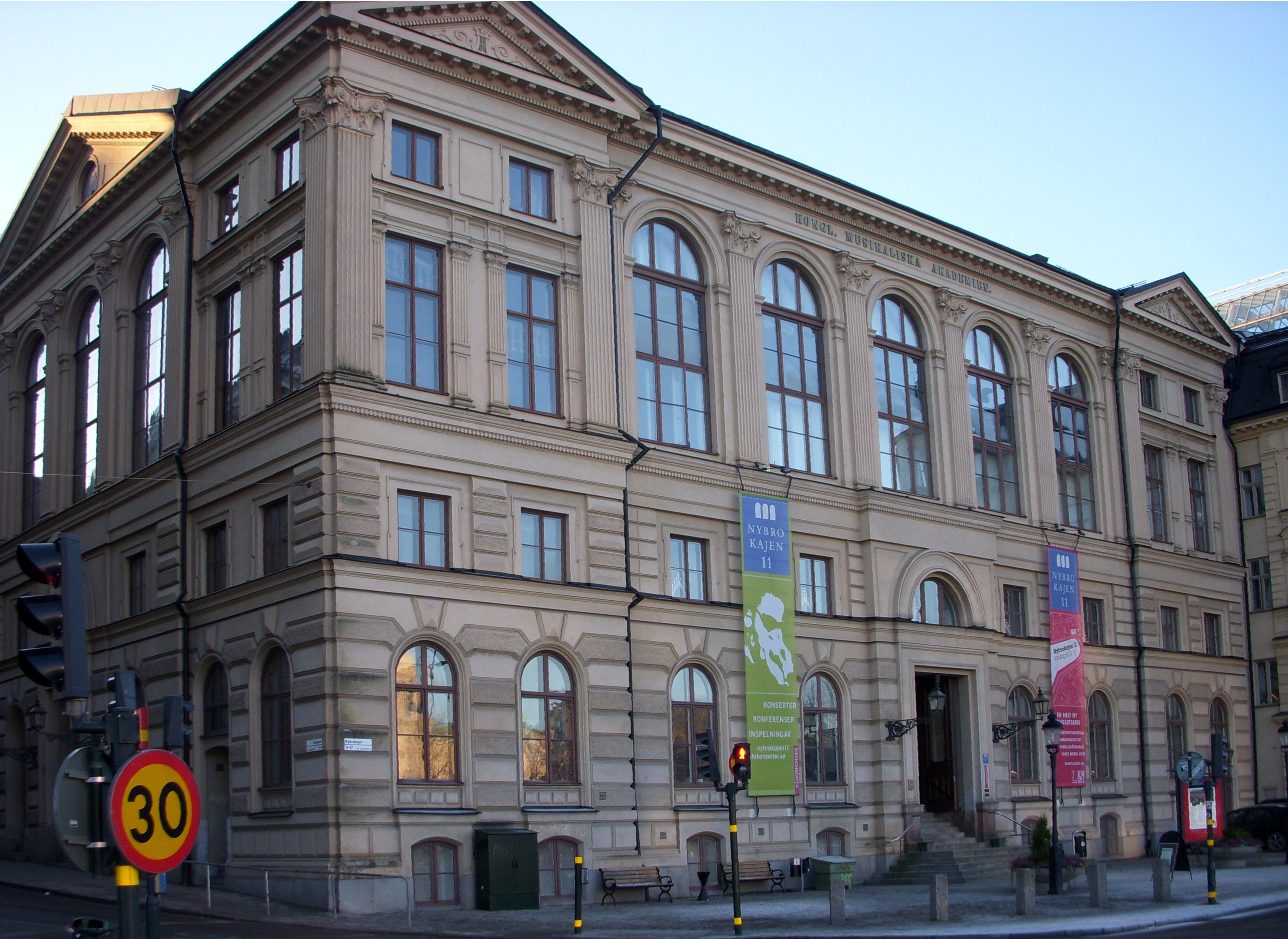
Nybrokajen 11, en 2008.

### Ancien campus Valhallavägen
Le bâtiment B avait été construit en 1955-1956 d'après des dessins d'Erik Ragndal et de Johan Tuvert, à l'issue d'un concours d'architecture. Le bâtiment avait une façade de forme douce. La bâtisse ronde aux toits en ardoise noire se terminait autour d’une cour verdoyante. Autour de la cour se trouvaient des salles de travail et des salles de cours. Le 7 février 2012, la ville de Stockholm a décidé que le bâtiment B serait démoli pour laisser la place à de nouveaux bâtiments et logements pour l'École royale supérieure de musique.

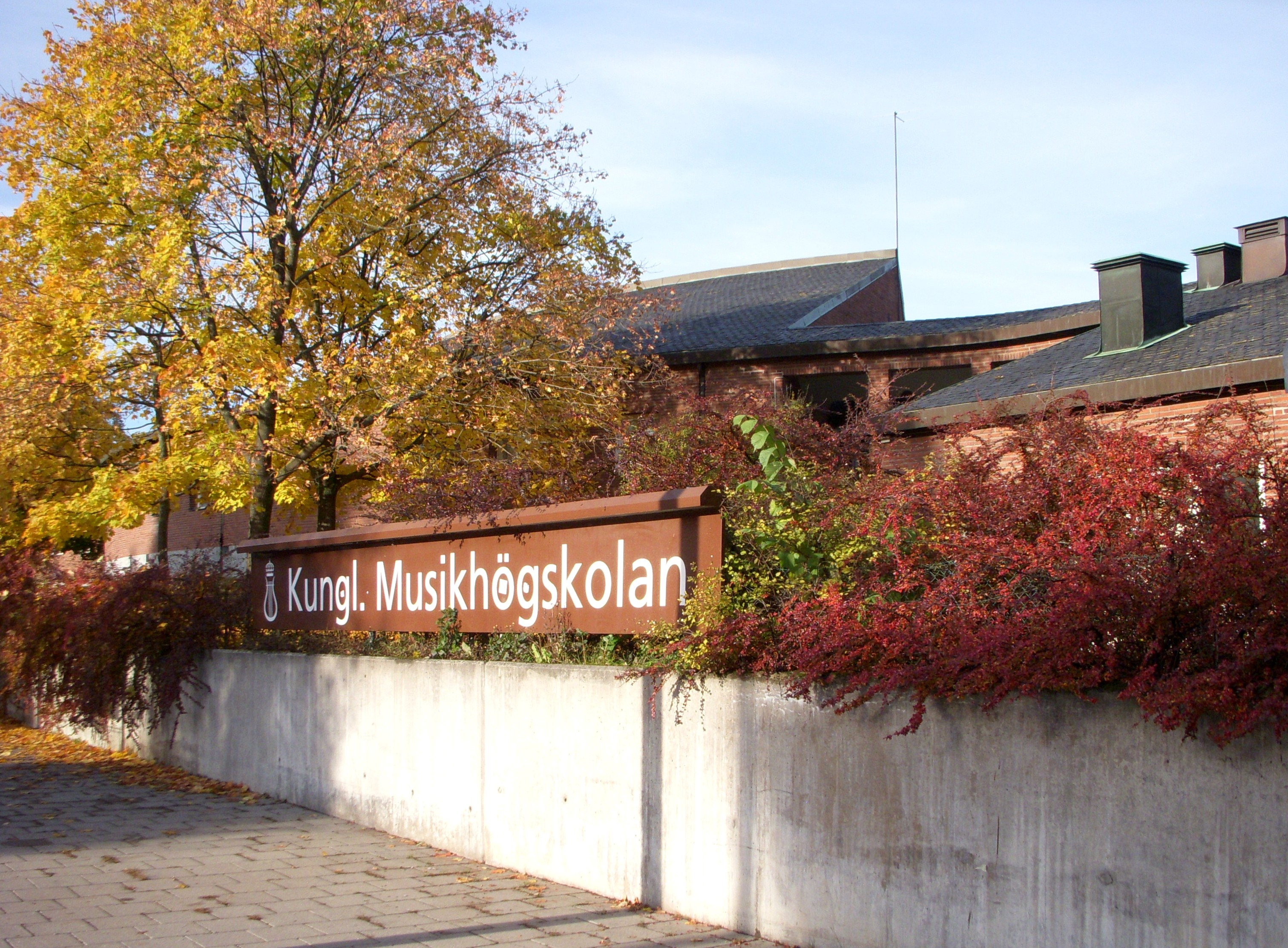
Bâtiment B, vu depuis Valhallavägen, en 2010.
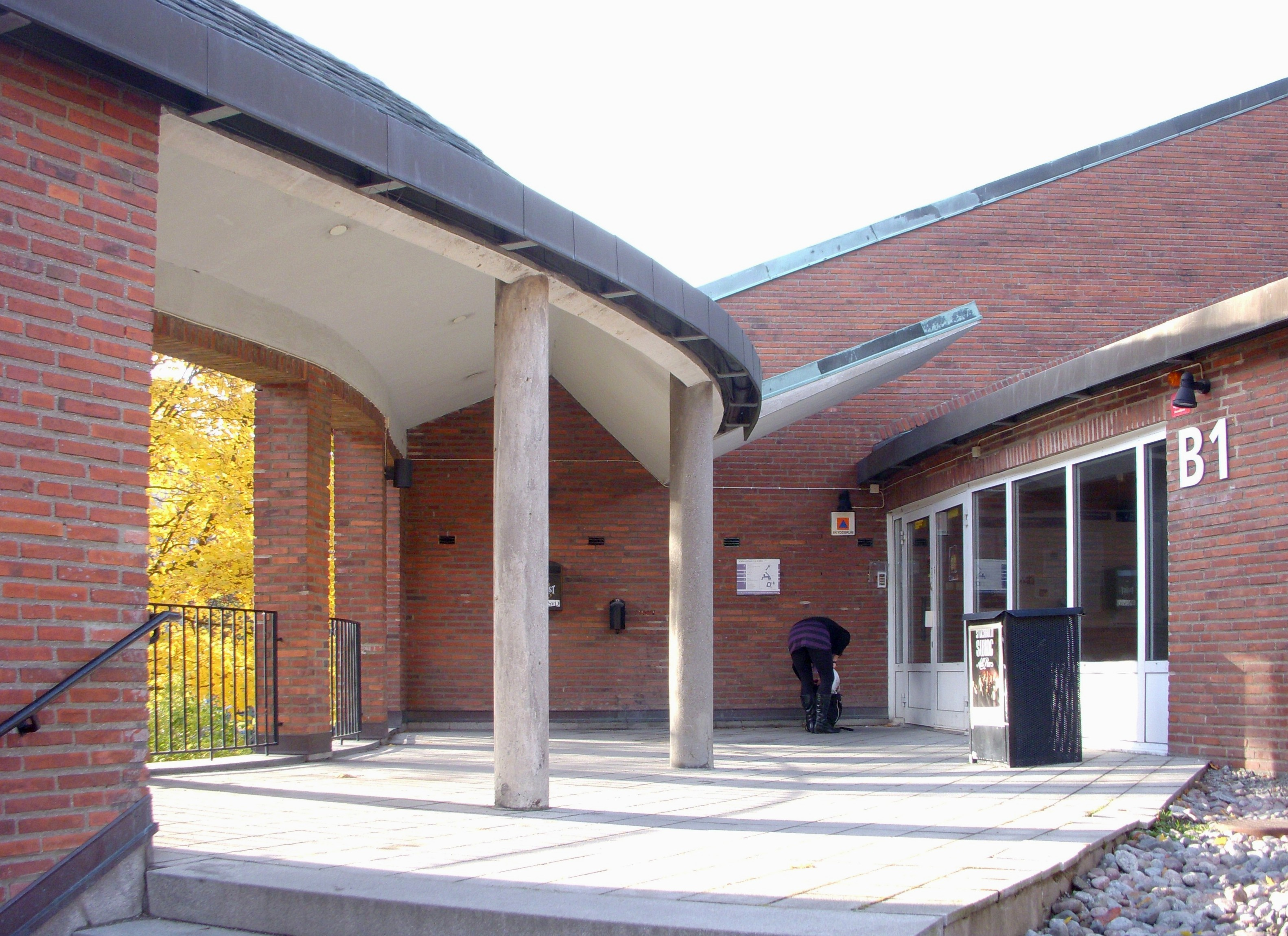
Bâtiment B, entrée sud, en 2010.
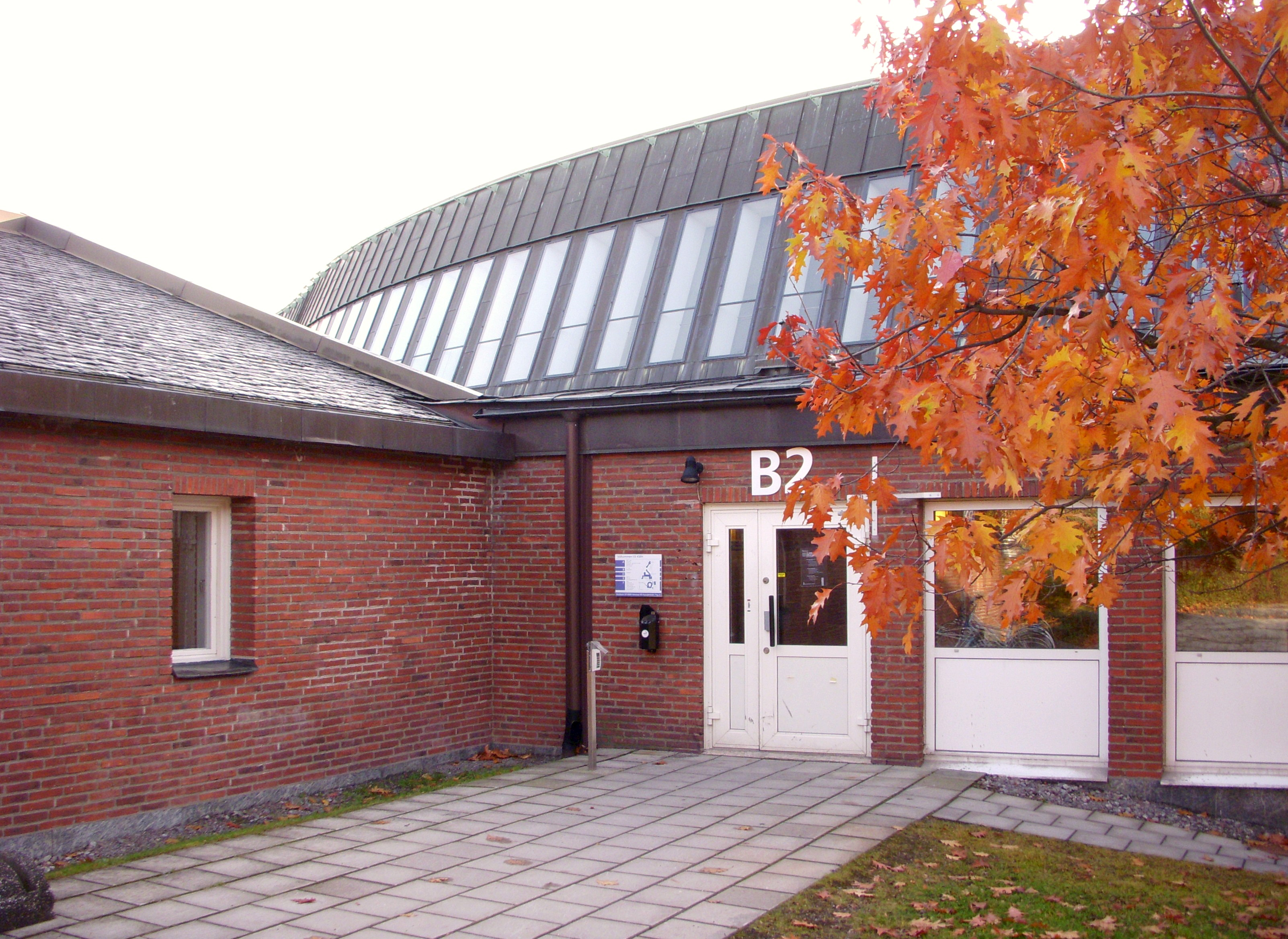
Bâtiment B, entrée nord, en 2010.
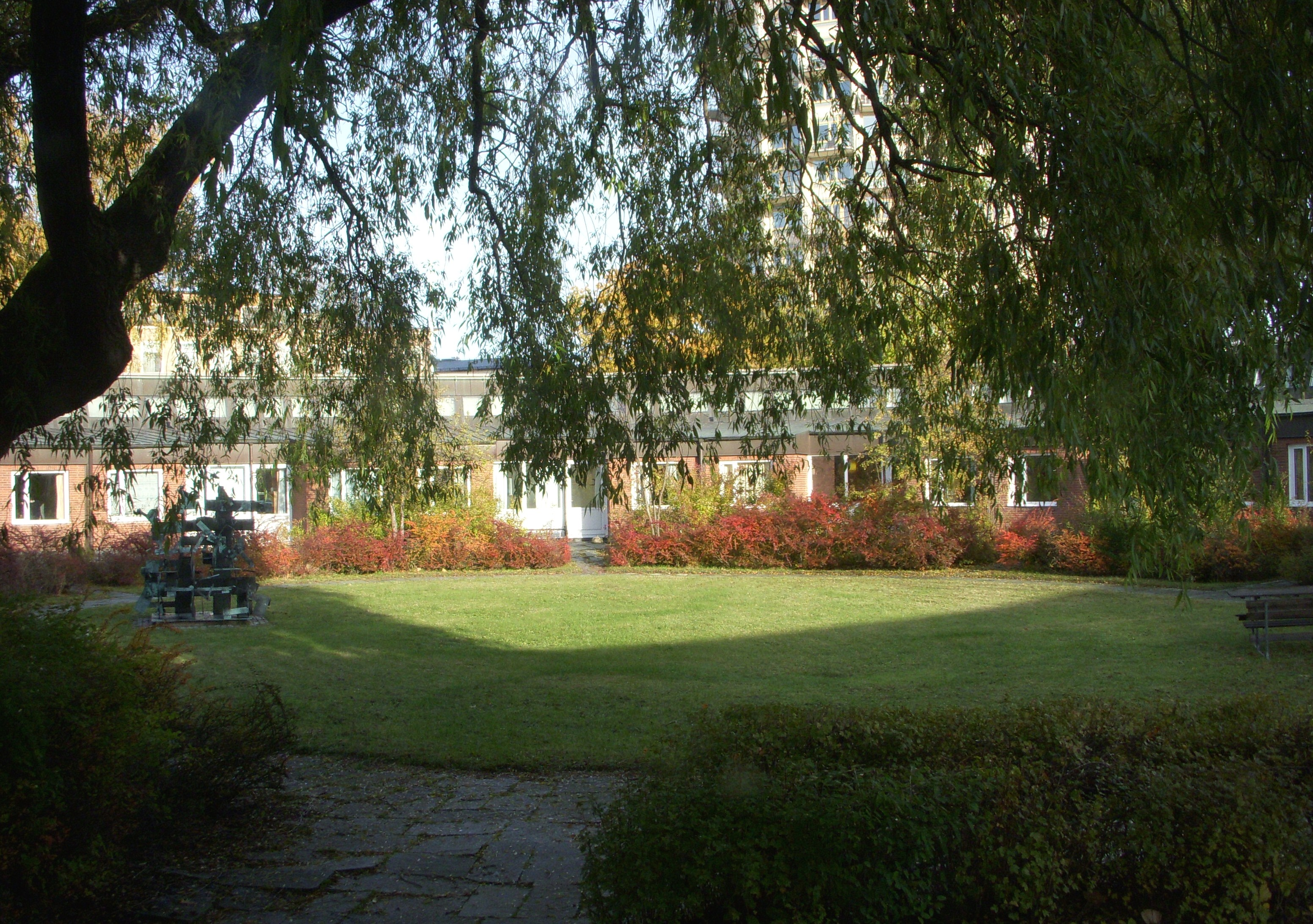
Bâtiment B, jardin intérieur, en 2010.
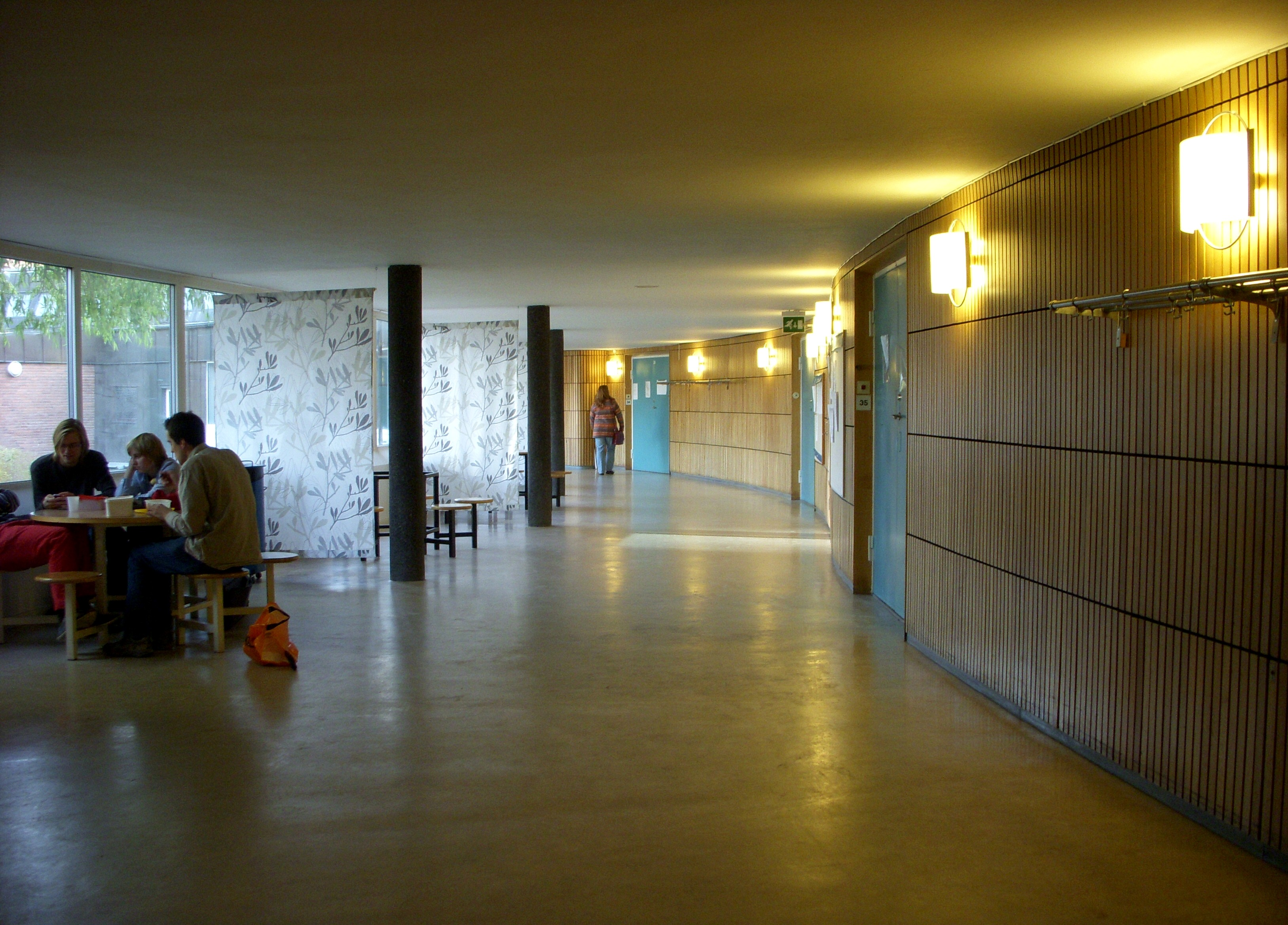
Bâtiment B, intérieur, en 2010.

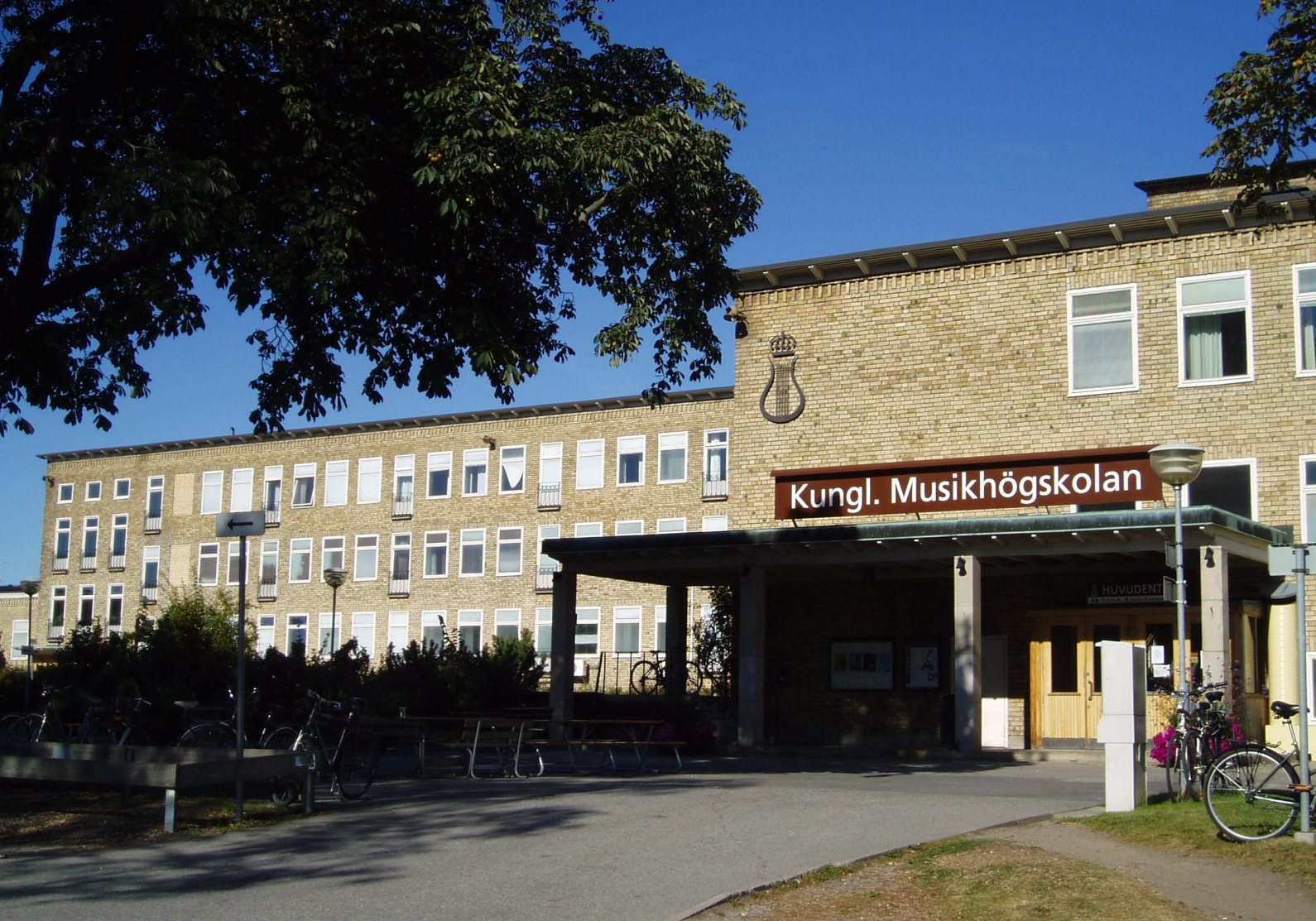
Bâtiment A, entrée principale, en 2009.
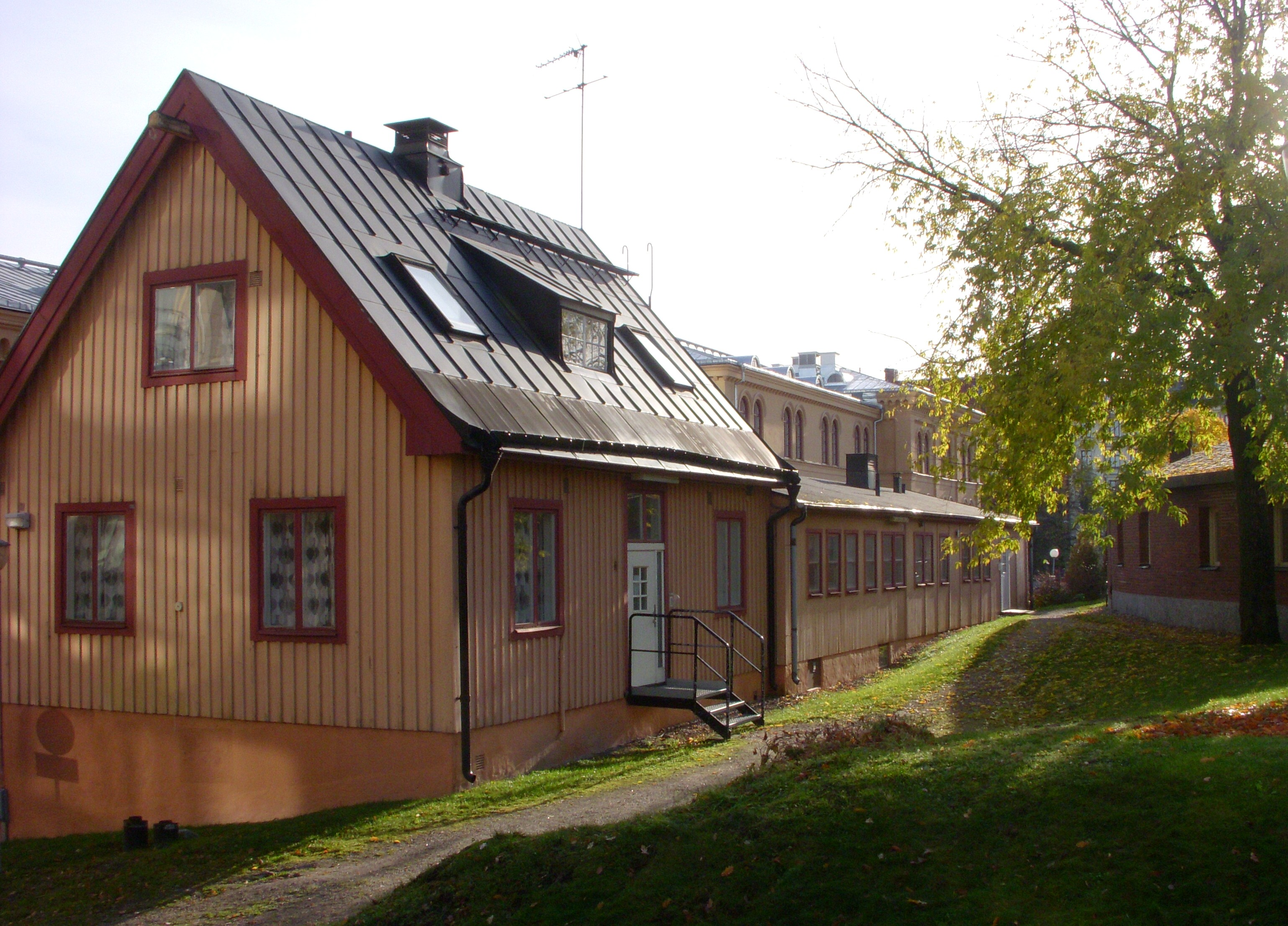
Bâtiment D, et au-delà le bâtiment E.
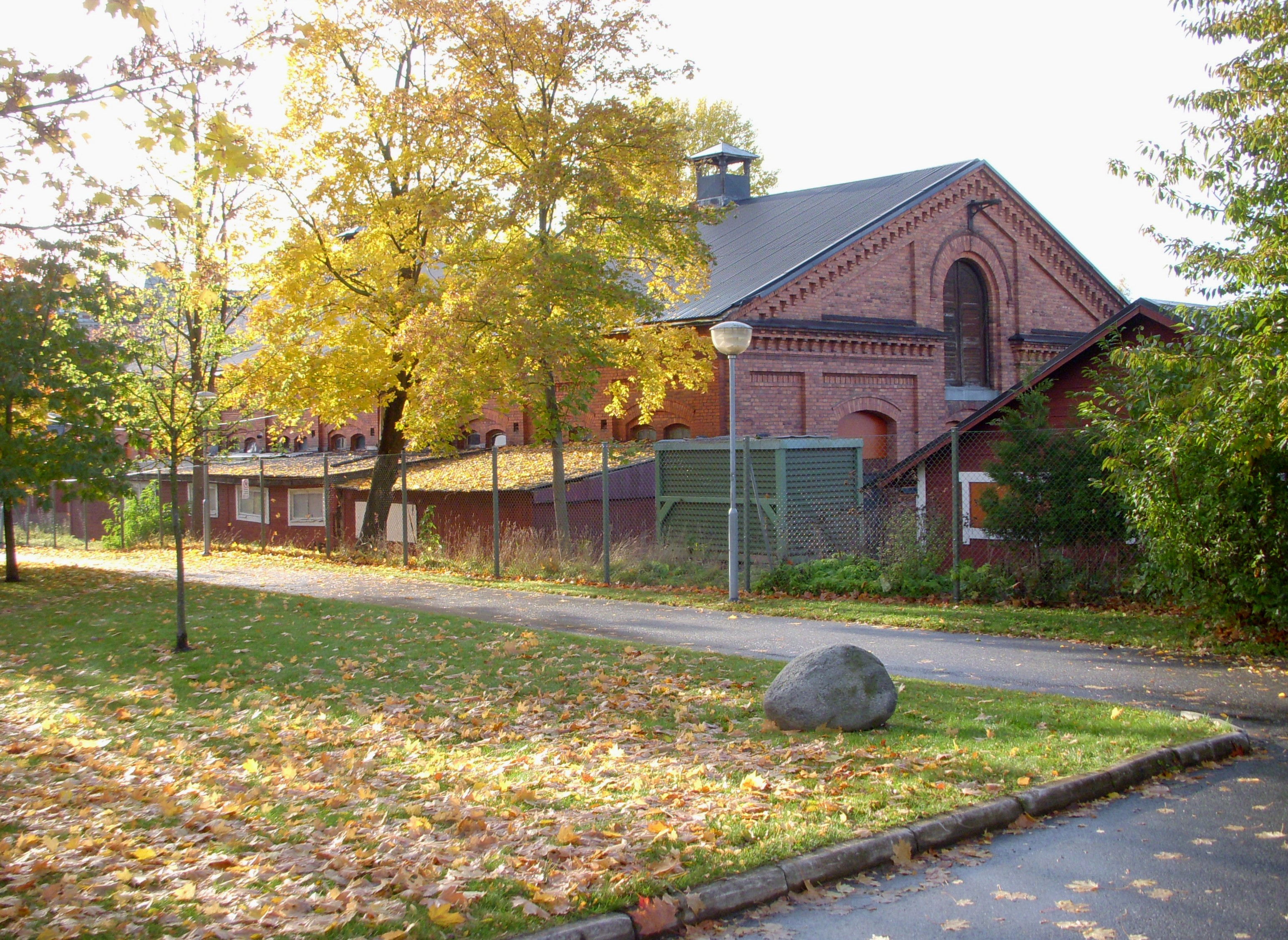
Ancien manège avant la conversion en bibliothèque.

### Campus Valhallavägen
Le nouveau campus a ouvert en 2016 et a été inauguré le 26 janvier 2017.

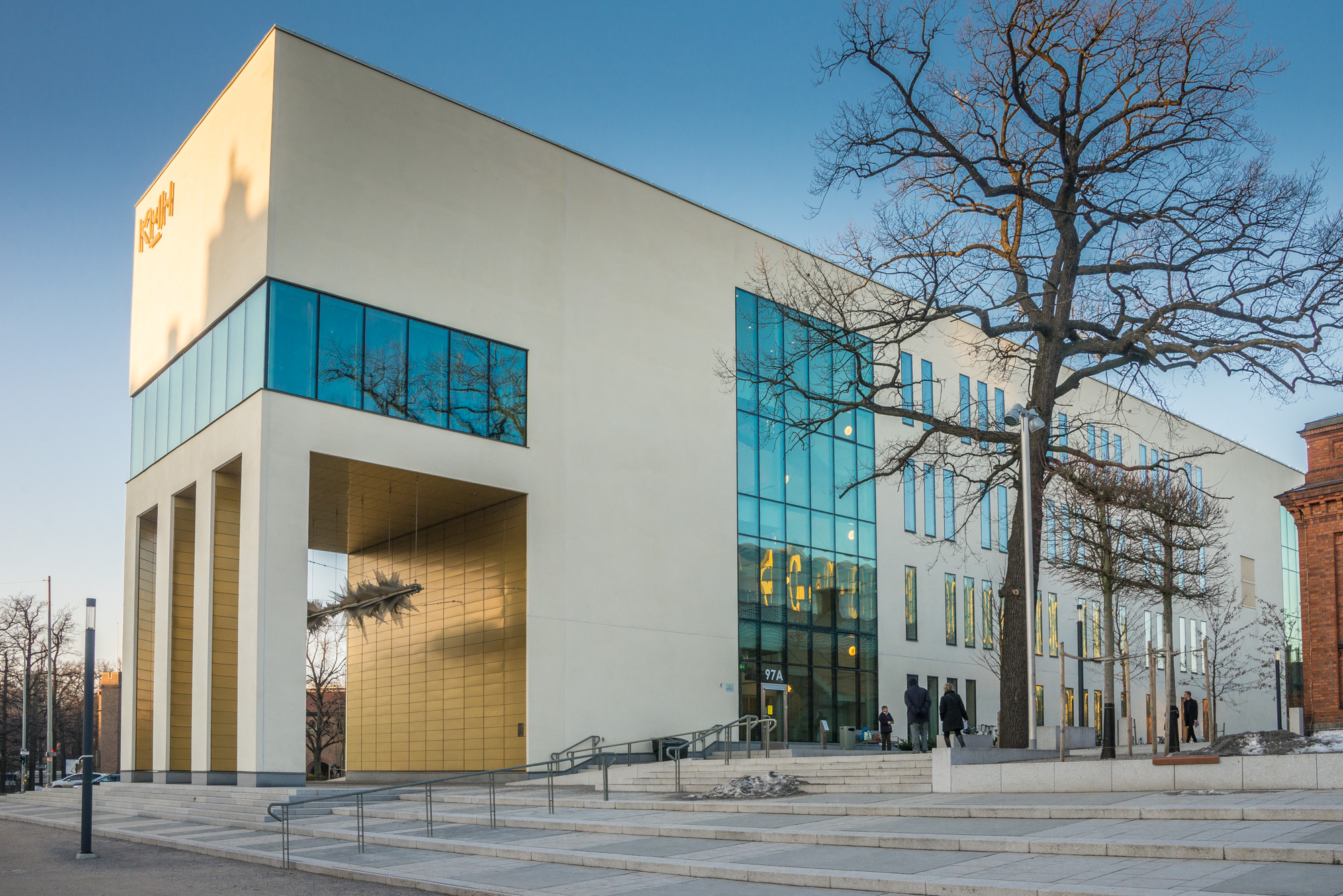
Salle de chœur (Körsalen), façade est.
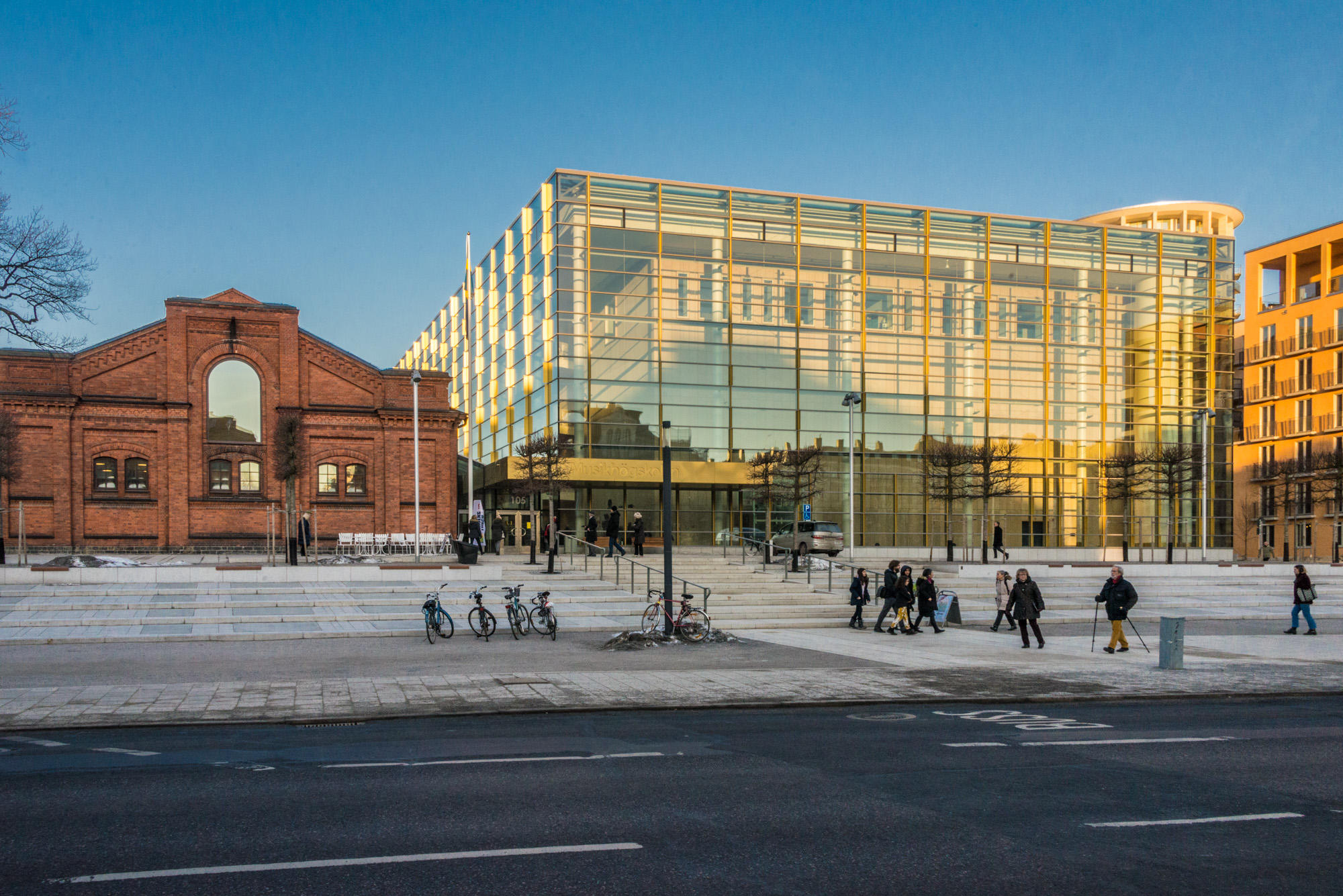
Entrée principale.
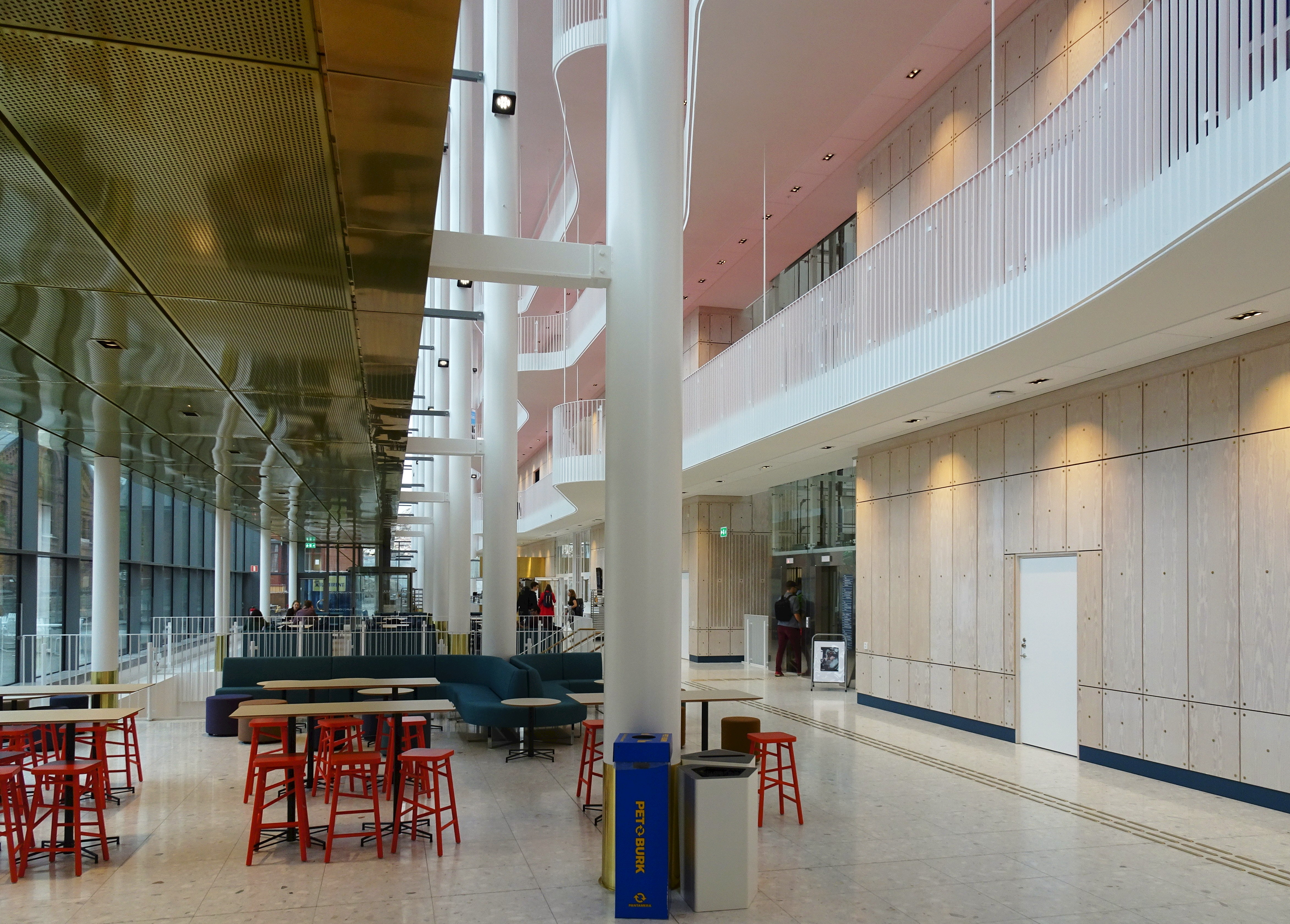
Hall d'entrée.
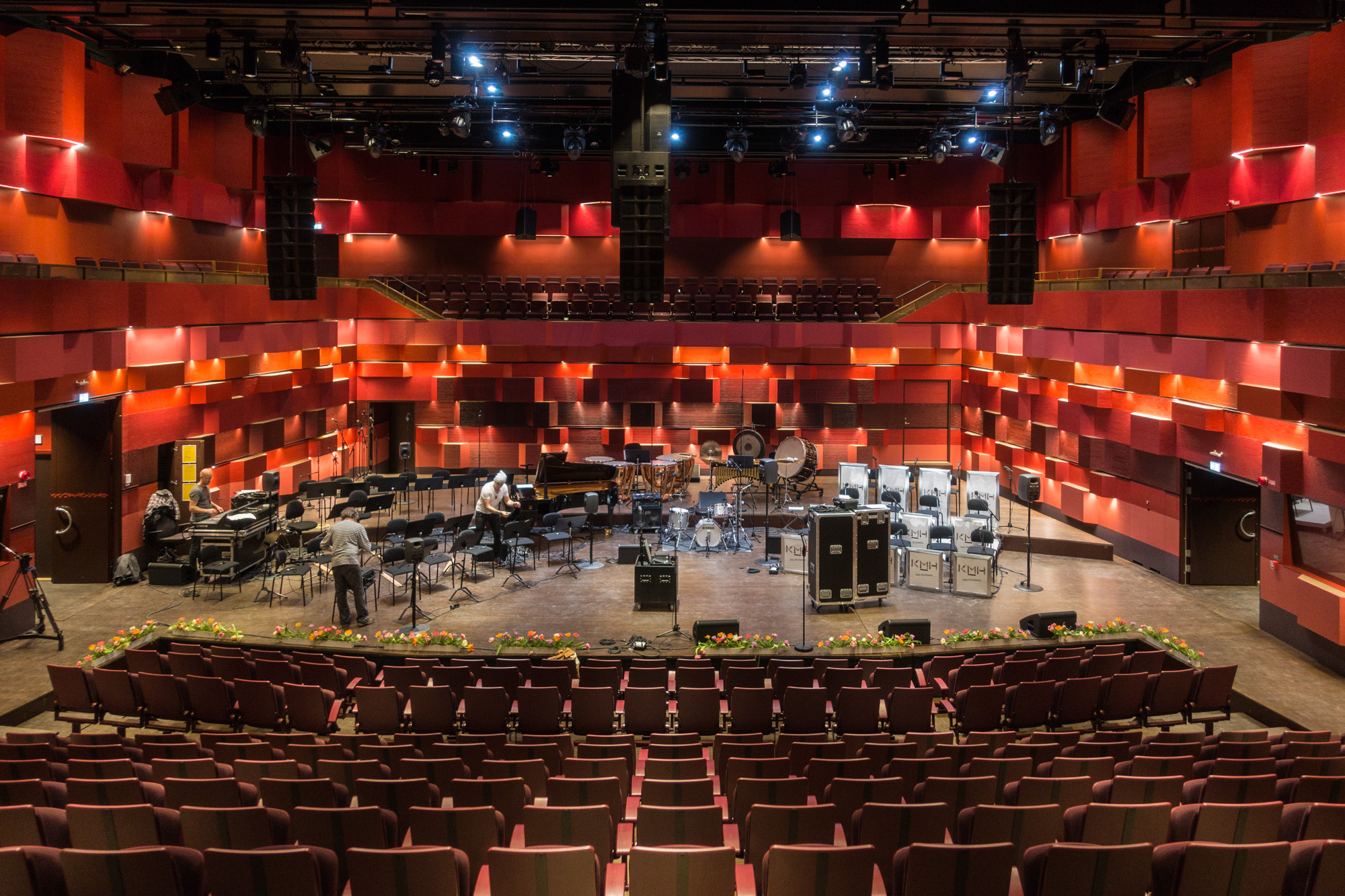
Kungasalen.

### Campus Edsberg
Depuis 1999, certains cours de KMH sont situés au château d’Edsberg à Sollentuna - Campus Edsberg. Le château du XVIIIe siècle accueille en effet une partie de l'enseignement de la musique classique au piano, au violon, à l'alto et au violoncelle, l'accent étant mis sur la musique de chambre. Les étudiants donnent régulièrement des concerts au château sous la forme de salons intimes (Edsbergssalonger). Les étudiants forment également l'orchestre de chambre d'Edsberg (Edsbergs kammarorkester), qui se produit deux fois par an.

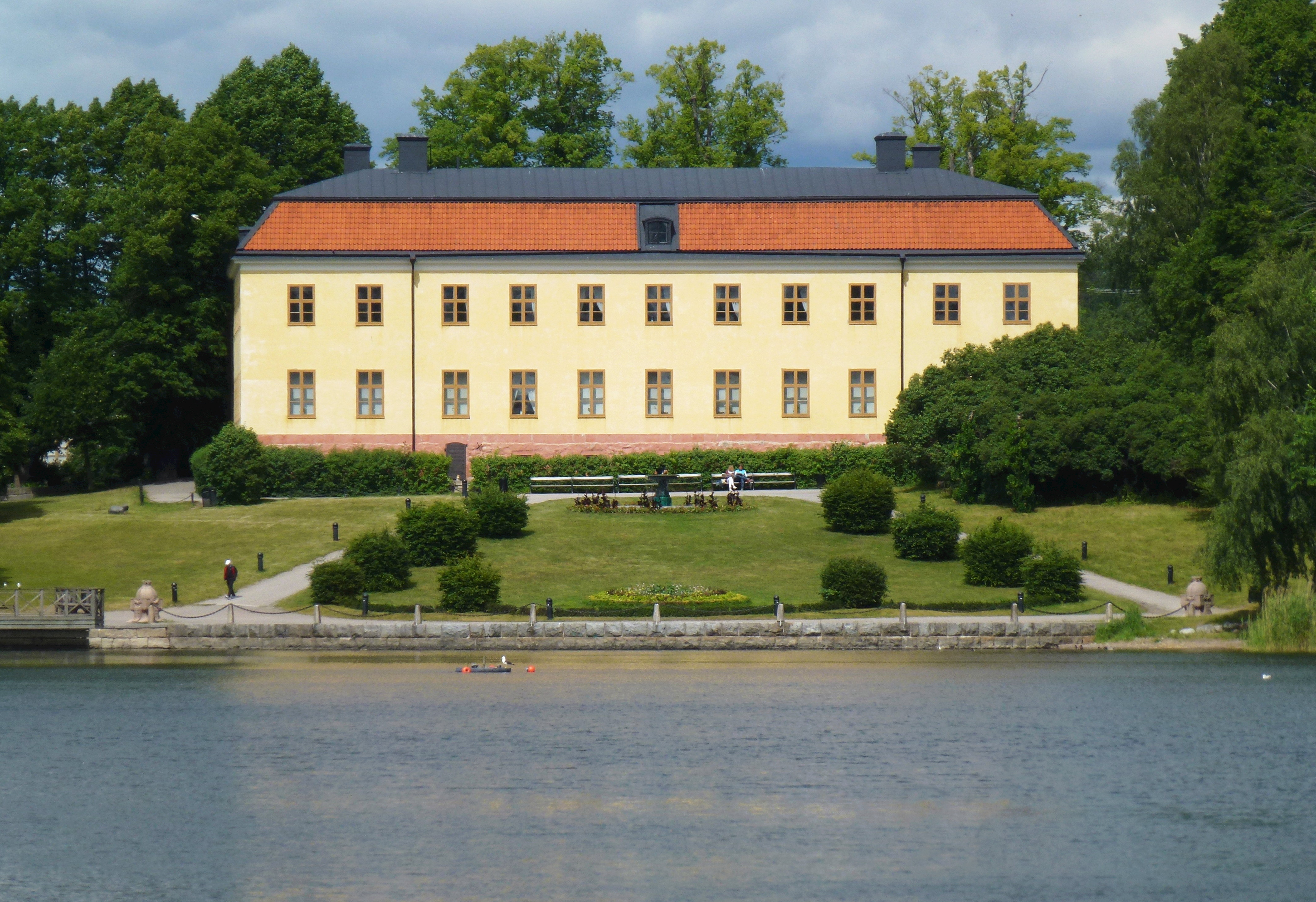
Château d’Edsberg, en 2014.
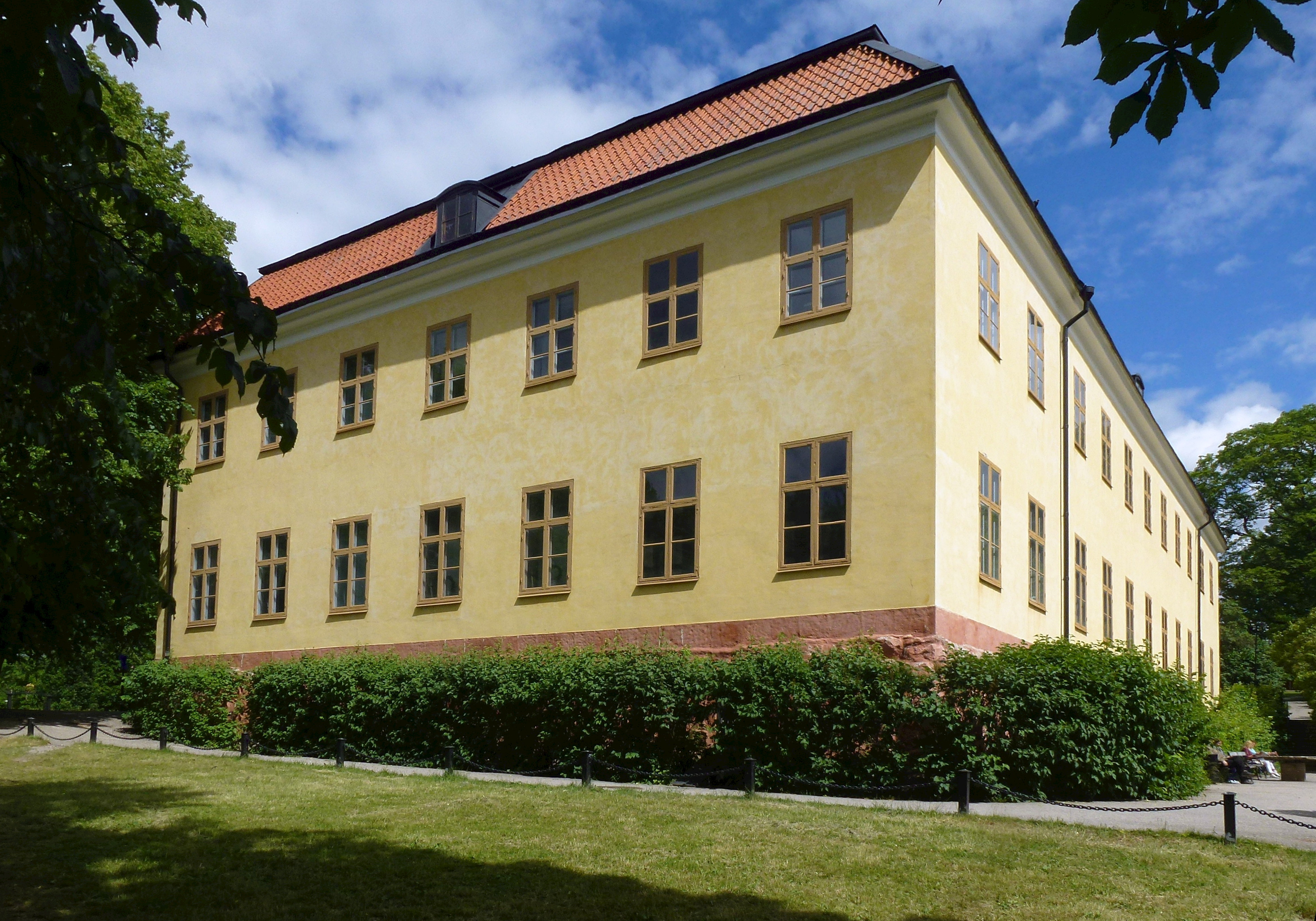
Château d’Edsberg, en 2014.
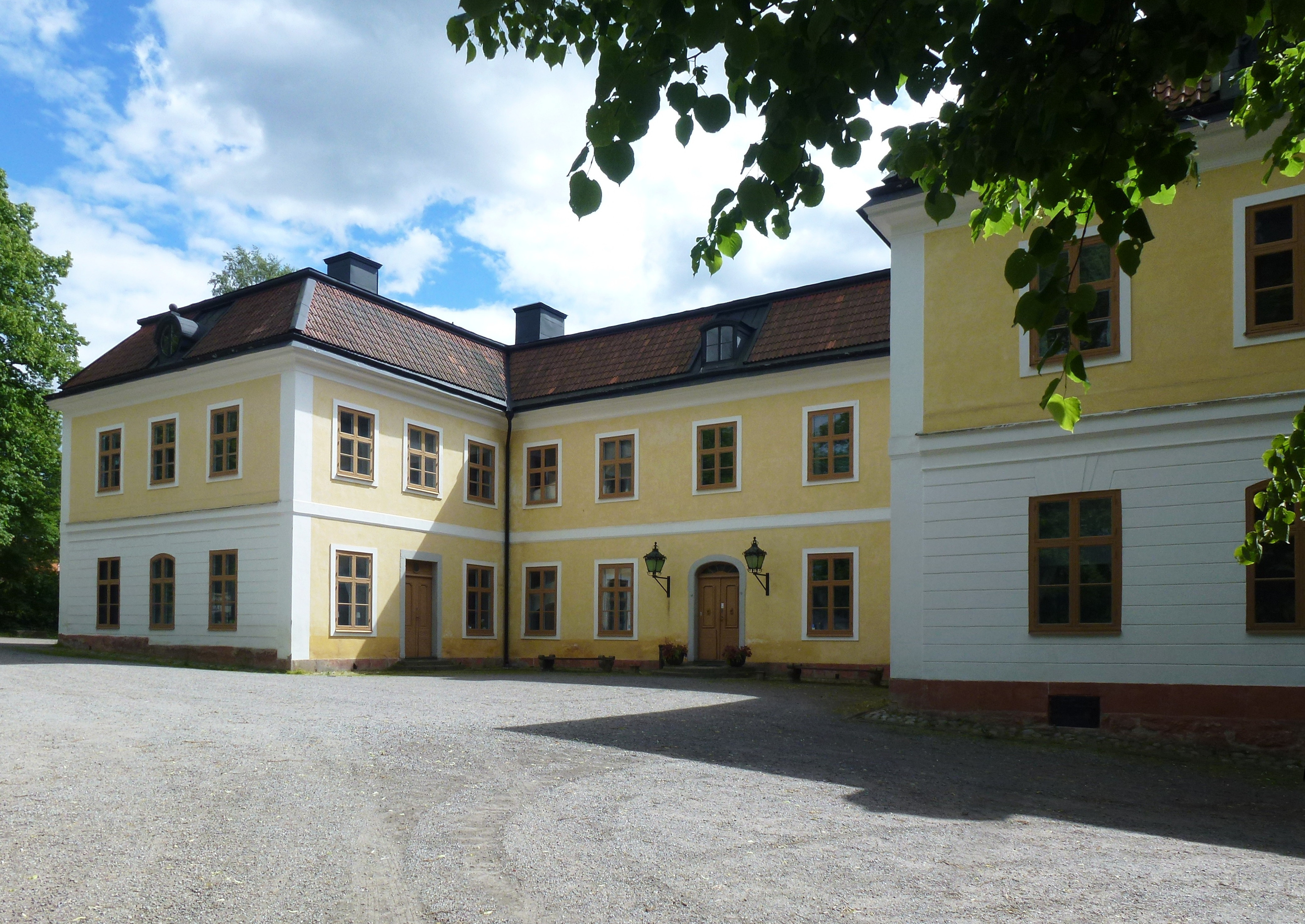
Château d’Edsberg, en 2014.

## Élèves célèbres

### Compositeurs
- Hugo Alfvén
- Peter Bengtson
- Natanael Berg
- Viking Dahl
- Gunnar de Frumerie
- Anders Hillborg
- Maurice Karkoff
- Lars-Erik Larsson
- Bo Linde
- Ruben Liljefors
- Melcher Melchers
- Karin Rehnqvist
- Jan Sandström
- Sven-David Sandström
- Ludwig Göransson
- Magnus Ringblom

### Chefs d'orchestre
- Sixten Ehrling
- Eric Ericson
- Tobias Ringborg
- Cecilia Rydinger Alin
- Herbert Blomstedt

### Instrumentistes
- Tor Aulin
- Fredrik Fors
- Martin Fröst
- Gustaf Hägg
- Alf Linder
- Gunilla von Bahr
- Joakim Milder
- Mika Pohjola
- Staffan Scheja
- Torleif Thedéen
- Robert Wells
- Andreas Brantelid
- Christian Lindberg
- Rutger Gunnarsson

### Chanteurs
- Pernilla Andersson
- Margareta Bengtson
- Jussi Björling
- Lotta Engberg
- Malena Ernman
- Salem Al Fakir
- Rigmor Gustafsson
- Erland Hagegård
- Håkan Hagegård
- John Forsell
- Anders Jalkéus
- Peter Jöback
- Sofia Karlsson
- Jeanette Köhn
- Leonard Labatt
- Jeanette Lindström
- Peter Mattei
- Birgit Nilsson
- Anne Sofie von Otter
- Olle Persson
- Susanne Rydén
- Bo Sundström
- Elisabeth Söderström
- Lena Willemark